# Trégourez
Trégourez é uma comuna francesa na região administrativa da Bretanha, no departamento Finisterra. Estende-se por uma área de 17,72 km². Em 2010 a comuna tinha 978 habitantes (densidade: 55,2 hab./km²).